# Bairam Khan

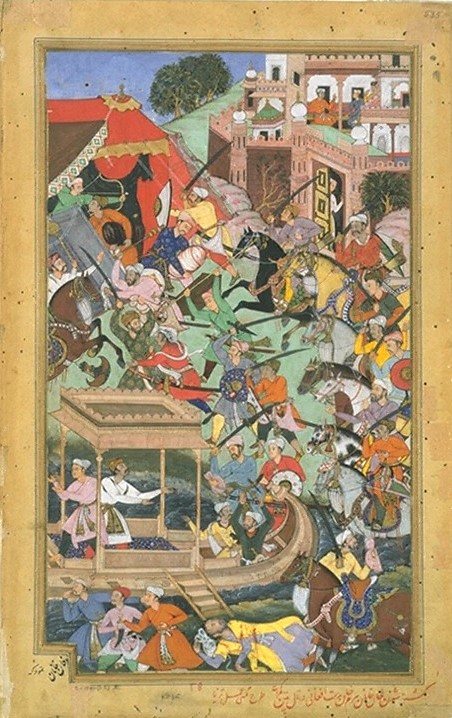
Bairam Khan wird von einem Afghanen in Patan getötet, Illustration von 1561, Akbarnama

Bairam Khan (persisch محمد بیرام خان Mohammad Bayram Chan, DMG Muḥammad Bayrām Ḫān, turkmenisch Baýram han Türkmen; gestorben 31. Januar 1561) war ein bedeutender Feldherr und Politiker im Mogulreich.

## Biografie
Bairam Khan stammte aus dem turkmenischen Qara-Qoyunlu-Clan und diente zunächst als Soldat in der Armee des Babur. Dessen Sohn Humayun verlor im Jahr 1540 die Macht an den Usurpator Sher Shah und ging ins Exil. Bairam Khan schloss sich ihm nach seiner Rückkehr aus Persien an und war maßgeblich an der Rückgewinnung seines Reichs beteiligt. Als 1556 Humayuns Sohn Akbar I. nach dem tödlichen Unfall seines Vaters Großmogul wurde, wurde Bairam Khan de facto zum Herrscher. Am 5. November 1556 besiegte er in der Zweiten Schlacht von Panipat das Heer Hemus, den er enthauptete. Aufgrund seines großen Einflusses geriet er in Konkurrenz zum Sohn der Amme Akbars, Adham Khan. 1560 entmachtete Akbar Bairam Khan. Dieser musste eine Pilgerfahrt nach Mekka antreten, auf der er am 31. Januar 1561 ermordet wurde.

## Ehen
Bairam Khan war mit der Tochter eines Mewati-Fürsten verheiratet, deren Sohn Abdul Rahim Khan-e-Khanan ein bekannter Hofdichter wurde. Seine zweite Frau Salima war eine Halbschwester Humayuns, Akbar heiratete sie nach Bairam Khans Tod.